# Мозалевська Валентина Данилівна
Валентина Данилівна Мозалевська (нар. 8 листопада 1897, Чаплинка — пом. 26 березня 1978, Сімферополь) — український радянський графік; член Спілки художників України з 1953 року. Дружина графіка Івана Мозалевського.

## Біографія
Народилася 27 жовтня (8 листопада) 1897 року в селі Чаплинці (тепер селище міського типу Херсонської області, Україна). У 1916—1918 роках проходила навчання на Вищих жіночих архітектурних курсах Багаєвої у Петрограді, 1918 року — у приватній школі Івана Мозалевського в Києві, у 1923—1925 роках — на філософському факультеті Празького університету.
З 1922 року співпрацювала із видавництвом Івана Ладижникова в Берліні, у 1923—1925 роках — празькими видавництвами. З 1926 року — проживала у Парижі. 1947 повернулася до СРСР. У 1947—1948 роках співпрацювала із видавництвами «Молодь» у Києві, у 1948—1953 роках — «Искусство» у Москві (відділ політичного плаката); опісля — у товаристві «Кримхудожник» у Сімферополі.
З 1928 року брала участь в обласних, всеукраїнських, міжнародних мистецьких виставках. Персональні — у Парижі 1929 року та Москві 1963 року.
Проживала в Сімферополі в будинку на вулиці Гагаріна, 13/1, квартира 64. Померла в Сімферополі 26 березня 1978 року.

## Творчість
В Парижі 1927 року, разом із Іваном Білібіним, створювала декорації до опери «Казка про царя Салтана» Миколи Римського-Корсакова для паризької приватної опери Марії Кузнецової.
Працювала в галузі станкової та книжкової графіки, плаката. Твори:
- ілюстрації до книг «Пригоди Миклухо-Маклая» (Берлін, 1922), «Манон Леско» А.-Ф. Прево (Париж, 1934);
- пейзаж «Кам'янець-Подільський» (туш, 1923);
- плакати — «Золотий півник» (1949, у співавторстві з Іваном Мозалевським та Петром Алякринським), «Іван Федоров» (1950, у співавторстві з Іваном Мозалевським), «Кожному колгоспу — рибне господарство!» (1952; у співавторстві);
- портрет І. Мозалевського (1960), «Серпанок» (1961), «Букет», «Пейзаж із вівцями» (обидва — 1960–1970-ті);
- серія «Кішки» (1970-ті).